# São Romão do Coronado
São Romão do Coronado is een plaats (freguesia) in de Portugese gemeente Trofa en telt 4 150 inwoners (2001).